# Захарівське (селище)
Захарівське —  селище в Україні, у Верхньосироватській сільській громаді Сумського району Сумської області. Населення становить 13 осіб. До 2017 орган місцевого самоврядування — Верхньосироватська сільська рада.

## Географія
Селище Захарівське знаходиться на відстані 2 км від річок Бездрик і Сироватка. На відстані 1 км розташоване село Верхня Сироватка. Село оточене великим лісовим масивом (дуб).